# Копачівська Дача (заповідне урочище)
Копачі́вська Да́ча — заповідне урочище в Україні. Розташований у межах Чернігівського району Чернігівської області, на північ від села Копачів. 
Площа 248 га. Статус присвоєно згідно з рішенням Чернігівського облвиконокому від 24.04.1964 року № 236; від 10.06.1972 року № 303; від 27.12.1984 року № 454; від 31.07.1991 року № 159. Перебуває у віданні ДП «Чернігівське лісове господарство» (Красилівське л-во, кв. 67-75). 
Статус присвоєно для збереження частини лісового масиву з високопродуктивними насадженнями сосни. У домішку — вільха, береза.